# میرالکمپ
میرالکمپ (به اسپانیایی: Miralcamp) یک منطقهٔ مسکونی در اسپانیا است که در پلا د اورگل واقع شده‌است. میرالکمپ ۱۴٫۹ کیلومتر مربع مساحت دارد.